# Pod Roháčom
Pod Roháčom (718 m n.p.m.) – przełęcz w Sulowskich Wierchach, w Górach Strażowskich na Słowacji. Znajduje się w grzbiecie Sulowskich Skał okalającym od północy Kotlinę Sulowską i miejscowość Súľov-Hradná.
Przełęcz znajduje się pomiędzy szczytami Brada (816 m) i Rohač (803 m) i jest porośnięta lasem. Krzyżują się na niej trzy szlaki turystyczne. W pobliży przełęczy jest niewielki grzyb skalny zbudowany z piaskowca.

## Szlaki turystyczne
Súľov-Hradná parking – Lúka pod Súľovským hradom – Sedlo pod Bradou – Brada (stok) – Pod Roháčom. Odległość 5,6 km, suma podejść 395 m, suma zejść 105 m, czas przejścia 2:05 h
  Súľov-Hradná, Lúka pri Kamennom hríbe – skrzyżowanie ze szlakiem do jaskini Šarkania diera – Pod Roháčom. Odległość 3,1 km, suma podejść 295 m, czas przejścia 1: 20 godz., z powrotem 1:05 godz/
  Pod Rohačom – Roháčske sedlo. Odległość 1,1 km, suma podejść 70 m, suma zejść 90 m, czas przejścia 25 min

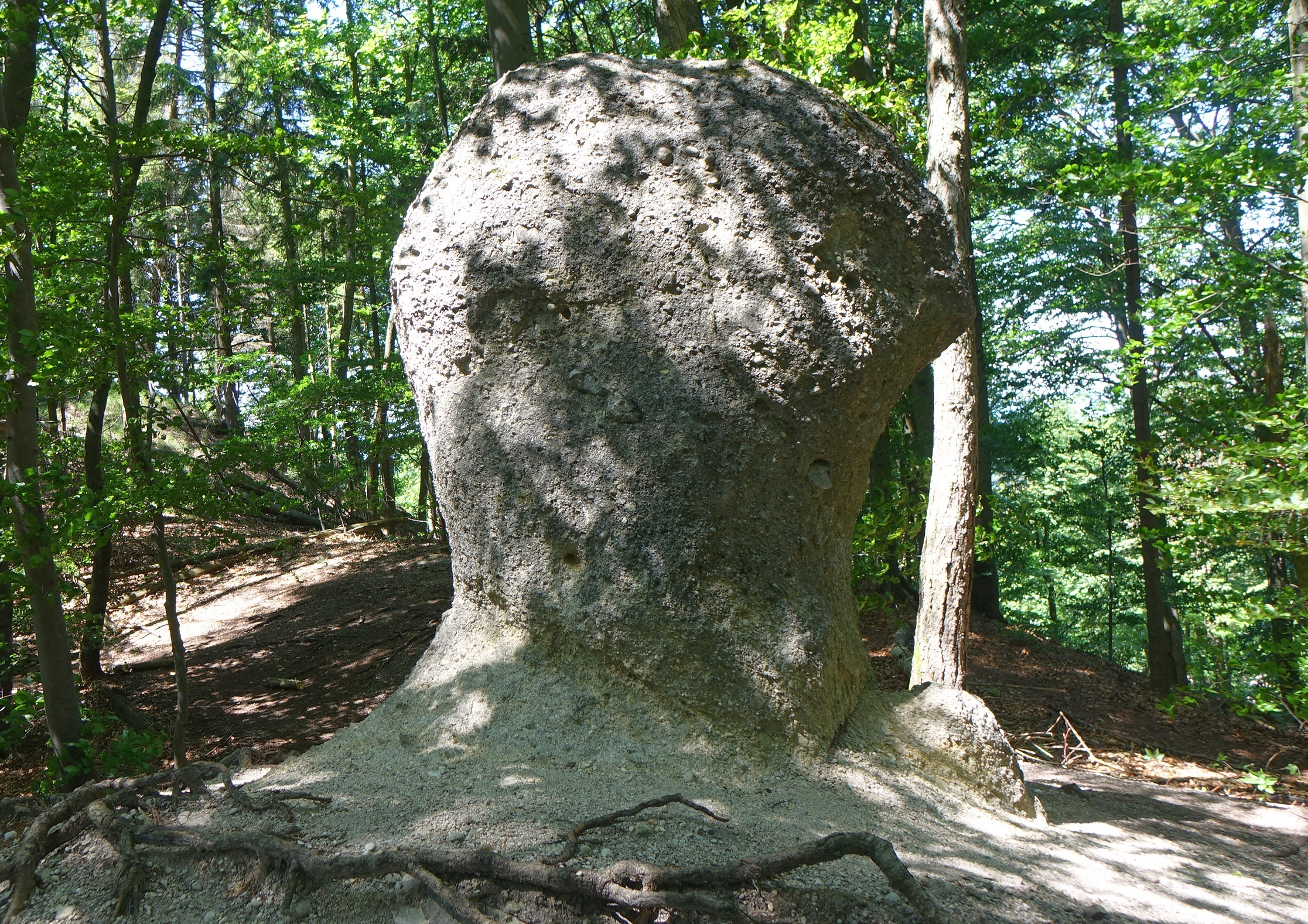
Grzyb skalny na grzbiecie przełęczy